# Ограничитель тока короткого замыкания
Ограничитель тока короткого замыкания (ОТКЗ) — устройство, ограничивающее ток короткого замыкания без полного разъединения сети. Устройство предназначено в первую очередь для выполнения защитной функции. Различают несколько типов ОТКЗ: сверхпроводниковые, твердотельные, индуктивные.

## Применения
Токи короткого замыкания — неизбежное явление в силовой электрической сети. Они возникают при различных повреждениях компонентов сети (кабелей, трансформаторов, выключателей, устройств-потребителей), при грозовых разрядах и по иным причинам. Токи короткого замыкания превышают нормальные значения токов в десятки и сотни раз, оказывая огромную нагрузку на все компоненты сети, повреждая их, вызывая аварийные остановки оборудования, инициируя пожары и взрывы. Воздействие токов короткого замыкания имеет следствием рост затрат на замену и ремонт оборудования, штрафов за низкое качество электроснабжения потребителей, упущенные доходы. В развивающихся энергосистемах уровень токов короткого замыкания имеет устойчивую тенденцию к росту, что иногда приводит к необходимости замены оборудования на более мощное.
Для снижения масштабов повреждений, современное электрооборудование (кабели, трансформаторы, выключатели) проектируется с достаточным запасом по токовым нагрузкам. Например, силовой выключатель с номинальным током порядка 1÷2 кА разрабатывается так, чтобы в аварийном режиме быть способным осуществлять коммутацию тока до 40, 50, 63 или 80 кА. Это приводит к удорожанию оборудования, увеличению размеров, возникновению дополнительных сложностей в эксплуатации.
Используемые для ограничения токов короткого замыкания топологические (деление сети) и технические средства (установка токоограничивающих реакторов) позволяют снижать токи короткого замыкания. Однако, одновременно с этим эти подходы увеличивают потери электроэнергии в сети, ограничивают переток мощности, снижают управляемость и надежность электроснабжения, препятствуют подключению новых потребителей. ОТКЗ позволяют снизить максимальный уровень токов короткого замыкания в сети без этих недостатков.
ОТКЗ позволяют обеспечить защиту от токов короткого замыкания магистральных, распределительных и тяговых сетей; снизить тепловую нагрузку на электрические компоненты различного оборудования; обеспечить плавный пуск мощных электродвигателей; упростить подключение к электросети локальной генерации. Особый эффект ОТКЗ могут оказать на качество электроснабжения промышленных производств, позволяя в случае короткого замыкания поддерживать стабильность напряжения на шинах благодаря своему быстродействию, не прерывая и не нарушая условия проведения технологического процесса.

## Сверхпроводниковые ограничители тока короткого замыкания резистивного типа
Сверхпроводниковые ограничители тока короткого замыкания резистивного типа используют свойство сверхпроводников переходить из сверхпроводящего в нормальное (резистивное) состояния при превышении определённой плотности тока, называемой критической. Такая нелинейная зависимость сопротивления от тока свойственна исключительно сверхпроводниковым материалам и характеризуется изменением удельного сопротивления более чем на 10 порядков величины.
В резистивном состоянии сверхпроводящий элемент ТОУ ограничивает ток благодаря своему активному сопротивлению, при этом на нём выделяется Джоулево тепло и элемент нагревается. Для возвращения в сверхпроводниковое, низкорезистивное, состояние сверхпроводящий элемент должен быть вновь охлажден до рабочей температуры, а протекающий через него ток должен быть ниже критического.
Сверхпроводниковое ОТКЗ резистивного типа имеет два режима работы: номинальный (с сопротивлением, близким к нулевому) и токоограничивающий (с сопротивлением в единицы и десятки Ом). Переход между этими режимами определяется фундаментальными физическими свойствами сверхпроводника, то есть для инициирования перехода между этими режимами не требуется внешний сигнал. Переход между режимами происходит очень быстро, с характерным временем около 1 миллисекунды, что значительно меньше типичного времени отключения силового выключателя.
В энергосистеме работа сверхпроводникового ОТКЗ должна быть скоординирована с работой защит. Как правило, после того, как противоаварийная автоматика отключает поврежденный участок, сверхпроводниковый ОТКЗ возвращается в номинальный режим работы.
С появлением в 2000-х годах практичных материалов — высокотемпературных сверхпроводниковых (ВТСП) проводов 2-го поколения, ВТСП ОТКЗ резистивного типа стали разрабатываться и внедряться в электросетях различного назначения. В настоящее время ВТСП ОТКЗ классов напряжения от 10 до 220 кВ действуют в энергосетях Германии, Великобритании, Южной Кореи, США, Таиланда и других развитых стран. В Российской Федерации интеграция первого ВТСП ОТКЗ резистивного типа на класс напряжения 220 кВ началась на подстанции в Москве в 2016 году.